# Udenus pictus
Udenus pictus är en insektsart som beskrevs av Kjell Ernst Viktor Ander 1932. Udenus pictus ingår i släktet Udenus och familjen grottvårtbitare. Inga underarter finns listade i Catalogue of Life.